# Adamclisi
Adamclisi – wieś w Rumunii, w okręgu Konstanca, w gminie Adamclisi. W 2011 roku liczyła 1113 mieszkańców.